# (1987) Kaplan
(1987) Kaplan es un asteroide perteneciente al cinturón de asteroides descubierto el 11 de septiembre de 1952 por Pelagueya Fiodórovna Shain desde el observatorio de Simeiz en Crimea.
Está nombrado en honor de Samuil Arónovich Kaplan (1921-1978), astrofísico ruso.